# Carlito's Way
Carlito's Way är en amerikansk maffia-thrillerfilm från 1993 i regi av Brian de Palma. 

## Handling
Filmen utspelar sig i New York 1975. Carlito "Charlie" Brigante (Al Pacino) har precis släppts från fängelset efter fem år, straffad för att ha sålt heroin. Han lovar inför domaren att hålla sig borta från den kriminella världen och sluta att sälja droger. Detta visar sig inte vara alltför lätt, då alla hans gamla vänner och bekanta, inklusive hans egen försvarsadvokat David Kleinfeld (Sean Penn), fortfarande tänker i samma banor och försöker övertala honom att fortsätta med sina kriminella vanor.
Carlito tar jobbet att sköta en nattklubb med hopp om att få tillräckligt med pengar att kunna fly från New York, och han återupptar även kontakten med sin exflickvän Gail (Penelope Ann Miller), samtidigt som han mer eller mindre släpas in i det liv han så hårt försöker att fly från.

## Rollista (urval)
- Al Pacino – Carlito 'Charlie' Brigante
- Sean Penn – David Kleinfeld
- Penelope Ann Miller – Gail
- John Leguizamo – Benny Blanco ("from the Bronx")
- Ingrid Rogers – Steffie
- Luis Guzmán – Pachanga
- James Rebhorn – allmänna åklagaren Norwalk
- Joseph Siravo – Vincent 'Vinnie' Taglialucci
- Viggo Mortensen – Lalin
- Paul Mazursky – domare Feinstein